# Борцонаска
Борцонаска (итал. Borzonasca) је насеље у Италији у округу Ђенова, региону Лигурија.
Према процени из 2011. у насељу је живело 833 становника. Насеље се налази на надморској висини од 160 м.

## Становништво
| 1931. | 1936. | 1951. | 1961. | 1971. | 1981. | 1991. | 2001. | 2011. |
| ----- | ----- | ----- | ----- | ----- | ----- | ----- | ----- | ----- |
| 3.831 | 3.922 | 3.840 | 3.326 | 2.747 | 2.344 | 2.145 | 2.025 | 2.124 |